# Andreas Christoph Augspurg
Andreas Christoph Augspurg (* 1660 in Wolfenbüttel; † 4. März 1717 in Hannover) war ein deutscher Gymnasialdirektor.

## Leben
Andreas Christoph Augsburg wurde 1660 als Sohn des Wolfenbütteler Rektors geboren, des zum Superintendenten in Schöppenstedt im Jahr 1661 berufenenJohann Augsburg.
Augspurg studierte an den Universitäten in Helmstedt, in Wittenberg und in Jena. 1683 wurde er zum Rektor der Schule in Osterwyk berufen, 1688 als Rektor an das Gymnasium Andreaneum in Hildesheim. 1697 oder 1698 trat Augspurg schließlich das Rektorat am Lyzeum in Hannover an, wo er rund zwei Jahrzehnte wirkte.
Augspurg verfasste eine neue, verbesserte hannövrische Schulordnung. Seine erstmals 1698 in Hildesheim auf 4 Bogen erschienene Abzugsrede Oratio de disciplina scholastica ..., an die ein Gedicht angehängt ist, betitelte er als „orationem primam“; möglicherweise hielt er bei seiner Antrittsrede in Hannover eine orationem secundam.

## Familie
Johann Christoph Augspurg heiratete 1688 in Braunschweig in erster Ehe die Anna Elisabeth Keil († 1710). In zweiter Ehe heiratete er Dorothea Greve. Das Ehepaar hatte zu Söhnen den späteren Kammersekretär Johann Christoph Augspurg (getauft 14. Juni 1712 in Hannover; † 22. September 1771 ebenda) sowie Levin Adam Augspurg († 1740), Pfarrer zu Hattorf, und dessen Bruder Johann August Augspurg († 1763), Pfarrer zu Lohe.
Johann Christoph Augspurgs Witwe Dorothea Greve († 5. Januar 1758 in Hannover) heiratete in zweiter Ehe den Kammerschreiber Johann Heinrich Redecker.

## Schriften (Auswahl)
- Andreae Christophori Auspurgii Scholae Hannoveranae Vocati Rectoris Oratio De Disciplina Scholastica : Hildesiae Scripta, Et Publice Recitata Cum Dominis, Patronis, Fautoris Ac Amicis Suis Honoratissimis Ut Et Discipulis Dilectissimi Ultimum Vale Diceret : XXI. Novembris Die Anno O.R. MDCIIC.; Titelbild bei VD17
- Beatissimis Manibus Perillustris & Excellentissimi Domini, Domini Johannis De Hattorff, Serenissimi ac Potentissimi Magnæ Britanniæ Regis, S.I.R. Electoris, Ducis Brunsv. Luneburg. Ministri Status & Consiliarii Bellici Intimi, Hæreditarii in Böhme, Apelern, Hethorn & Mohr, Hoc ... Monimentum Sacrum esse voluit, Andreas Christophorus Augspurg, Hannoveræ: Typis Holweinii, [1715]; Digitalisat der Staats- und Universitätsbibliothek Göttingen